# Melanie Mühl
Melanie Mühl (* 6. September 1976 in Stuttgart) ist eine deutsche Journalistin und Buchautorin.

## Leben
Mühl wuchs  in Bayreuth auf  und legte in München ihr Abitur ab. Anschließend studierte sie Germanistik und Journalismus an der Universität Karlsruhe und an der Queens University in Kanada. 2004 begann sie ein Volontariat bei der Frankfurter Allgemeinen Zeitung (FAZ). Sie ist seit Oktober 2006 Redakteurin im Feuilleton der FAZ.

## Werk
Ihre Reportagen über Menschen im Gebirge für die Wochenzeitschrift Schweizer Familie wurden 2010 in dem Buch Menschen am Berg veröffentlicht. In der NZZ zeigte sich Rezensentin Beatrice von Matt beeindruckt, wie präzise Mühl hinhöre und wie solide recherchiert sie sich ihrem Forschungsgegenstand annähere. Der Rezensent der Süddeutschen Zeitung, Christian Jostmann, merkte anerkennend an, dass die Autorin weder kitschig werde noch in einen Ästhetizismus gleite.
2011 legte Mühl eine Streitschrift unter dem Titel die Patchwork-Lüge vor, in der sie die Schönfärberei von Trennungen und Scheidungen sowie die Idealisierung von Patchwork-Familien kritisiert. Das Buch, so Johan Schloemann in der Süddeutschen Zeitung, zeichne sich auch dadurch aus, dass es sich keinen Gegner auf der Meta-Ebene wie den Feminismus oder die Achtundsechziger suche, sondern die Bindungsunfähigen direkt moralisch angehe.

## Veröffentlichungen
- Menschen am Berg – Geschichten vom Leben ganz oben. Nagel & Kimche Verlag, Zürich 2010, ISBN 978-3-312-00453-9.
- Die Patchwork-Lüge. Carl Hanser Verlag, München 2011, ISBN 978-3-446-23797-1. Aktualisierte Ausgabe München 2013, ISBN 978-3-423-34749-5.
- Mit Frank Elstner: Wetten Spaß: Mein Leben, meine Gäste, meine Shows. Herder Verlag, Freiburg 2012, ISBN 978-3-451-30647-1.
- Fünfzehn sein – Was Jugendliche heute wirklich denken. Carl Hanser Verlag, München 2016, ISBN 978-3-446-25068-0.
- Die Kunst des klugen Essens: 42 verblüffende Ernährungswahrheiten, gemeinsam mit Diana von Kopp, Carl Hanser Verlag, München 2016, ISBN 978-3-446-44875-9
- Mitfühlen: Über eine wichtige Fähigkeit in unruhigen Zeiten, Carl Hanser Verlag, München 2018, ISBN 978-3-446-26023-8